# Route 170 (Québec)
Die Route 170 ist eine Nationalstraße (Route nationale) der kanadischen Provinz Québec und führt durch die Verwaltungsregionen  Capitale-Nationale und Saguenay–Lac-Saint-Jean. Sie wird abschnittsweise auch als Boulevard du Royaume und Route du Fjord bezeichnet.

## Streckenbeschreibung
Die 207 km lange Überlandstraße verbindet das am Sankt-Lorenz-Strom-Ästuar gelegene Saint-Siméon mit dem am Südufer des Lac Saint-Jean gelegenen Métabetchouan–Lac-à-la-Croix. Sie führt südlich des Saguenay-Fjords nach Saguenay und weiter südlich des Rivière Saguenay zum Lac Saint-Jean.
Die Route 170 führt anfangs nach Westen entlang dem Fluss Rivière Noire. Sie passiert den Weiler Lac-Deschênes und erreicht den Flusslauf des Rivière Petit Saguenay. Sie verläuft nun entlang diesem in nördlicher Richtung und erreicht bei Straßenkilometer 55 Petit-Saguenay unweit der Mündung des Rivière Petit-Saguenay in den Saguenay-Fjord. Nun wendet sich die Fernstraße nach Westen. Sie führt südlich an L’Anse-Saint-Jean vorbei und überquert den Fluss Rivière Saint-Jean. Die Weiler Rivière-Éternité und Saint-Félix-d'Otis liegen entlang der Strecke. Bei La Baie (von Saguenay eingemeindet) erreicht die Straße das Ufer des Saguenay-Fjords. Sie führt entlang dem Südufer der Bucht Baie des Ha! Ha!. Anschließend verläuft die Straße am Flughafen Bagotville vorbei, südlich an Chicoutimi vorbei und durch das Zentrum von Jonquière. Die Autoroute 70 verläuft im Stadtgebiet von Saguenay über eine Strecke von 35 km anfangs nördlich, danach südlich parallel zur Route 170. Nach deren Wiedervereinigung führt die Route 170 weiter nach Westen an Larouche vorbei. Westlich von Saint-Bruno kreuzt die Route 169 die Straße. Die Route 170 erreicht schließlich das Ufer des Lac Saint-Jean. Nach weiteren 5 km – 2 km nordöstlich von Métabetchouan–Lac-à-la-Croix – trifft sie erneut auf die Route 169.
Hier befindet sich der Endpunkt der Fernstraße.